# Tavrítxeskoie (Krasnodar)
|  | Per a altres significats, vegeu «Tavrítxeskoie». |

Tavrítxeskoie (en rus: Таврическое) és un poble (un khútor) del raión de Kushchóvskaya del krai de Krasnodar, a Rússia. Està situat en les terres baixes de Kuban-Azov, al costat de la frontera de l'óblast de Rostov, a la vora del riu Mókraya Chuburka, 18 km al nord de Kusxóvskaia i 187 km al nord de Krasnodar, la capital del krai. Tenia 28 habitants el 2010
Pertany al municipi Srednechuburkskoye.
Pel costat de la localitat passa la línia de ferrocarril del Caucas Nord, que separa al khútor de Séverni.